# Лыкова, Елена Арсентьевна
Еле́на Арсе́нтьевна Лы́кова (род. 30 октября 1944 года, Владивосток, Приморский край, РСФСР, СССР) — советский и российский историк. Кандидат исторических наук (1981), доцент (1986). Много лет работала профессором Департамента истории и археологии Школы искусств и гуманитарных наук Дальневосточного федерального университета. Почётный работник высшего профессионального образования Российской Федерации (2005).

## Биография
Родилась 30 октября 1944 года во Владивостоке в семье военнослужащего. Окончила владивостокскую школу № 9. В 1961—1966 гг. училась на отделении истории историко-правового факультета Дальневосточного государственного университета (ДВГУ). В 1966 году, после окончания вуза, стала ассистентом кафедры истории СССР историко-правового факультета ДВГУ. В этом подразделении вуза (за свою историю несколько раз менявшем название и подчинённость) работала до 2017 года.
Научным руководителем Е. А. Лыковой был крупный исследователь Дальнего Востока, профессор Г. С. Куцый. По его инициативе Лыкова занялась изучением дальневосточного крестьянства в 1920-е годы. В 1981 году она, под руководством Г. С. Куцего, успешно защитила кандидатскую диссертацию «Земельная политика Советского государства на Дальнем Востоке (октябрь 1917—1929 гг.)».
25 июня 1986 года Е. А. Лыковой присвоено учёное звание доцента.
После защиты диссертации продолжила заниматься темой доколхозного дальневосточного крестьянства. Много лет плодотворно сотрудничала с Институтом истории, археологии и этнографии народов Дальнего Востока ДВО РАН. Была одним из автором коллективной монографии «Крестьянство Дальнего Востока СССР XIX—XX вв.», изданной ИИАЭ ДВО РАН в 1991 году, а также третьего тома коллективного труда «История Дальнего Востока», также изданного ИИАЭ ДВО РАН. В 1997 году стала одним из авторов Энциклопедического справочника Приморского края. В 2004 году вышла совместная монография Е. А. Лыковой и сотрудника ИИАЭ Л. И. Проскуриной «Деревня российского Дальнего Востока в 20-30-е годы XX века. Коллективизация и её последствия», ставшая итогом многолетней научной работы двух историков-аграрников.
В 1999 году получила должность профессора кафедры отечественной истории исторического факультета ДВГУ. Сохранила эту должность и после преобразования ДВГУ в ДВФУ в 2010 году.
Е. А. Лыкова возглавляла авторский коллектив вузовского учебника «История Дальнего Востока России», который вышел в 2013 году в издательстве ДВФУ.
В настоящее время Елена Арсентьевна — профессор Департамента истории и археологии
Школы искусств и гуманитарных наук Дальневосточного федерального университета. Параллельно с научной работой активно занимается преподавательской деятельностью. Ведёт следующие курсы и спецкурсы:
- История России (XIX — начало XX вв.),
- История Дальнего Востока России;
- Актуальные проблемы Дальнего Востока,
- Дальневосточная республика: опыт демократического правового государства,
- История дальневосточного крестьянства.

Неоднократно выступала в качестве приглашённого эксперта в различных региональных, федеральных и зарубежных СМИ. В частности, в 1993—1994 годах
консультировала английскую телекомпанию по истории строительства и развития Транссибирской железнодорожной магистрали и особенностям развития капитализма в Сибири и на Дальнем Востоке, участвовала в документальных съемках Транссиба в Иркутске. В 1995 году консультировала корейскую телекомпанию по проблеме корейцев на Дальнем Востоке. В сентябре 2015 года дала получасовое интервью радиостанции «Эхо Москвы» о геополитической роли Дальнего Востока России в начале XX века.
Е. А. Лыкова — автор более 70 научных публикаций. Под её научным руководством подготовлено и успешно защищено несколько кандидатских диссертаций, посвящённых малоизученным проблемам региональной истории. Среди учеников Лыковой — С. М. Стасюкевич (диссертация «Социально-экономическое развитие
Амурской доколхозной деревни (1922—1929 гг.)», 1995) и Е. В. Чёрная (диссертация «Земское самоуправление на Дальнем Востоке в условиях революций и гражданской войны (1917—1922 гг.)», 2011).

## Семья
Супруг — Константин Фёдорович Лыков, кандидат исторических наук, профессор, специалист по истории дипломатии. Вместе с женой работал в Департаменте истории и археологии ШИГН ДВФУ.

## Награды
- Почётный работник высшего профессионального образования Российской Федерации (16 февраля 2005) — «за многолетнюю плодотворную работу по развитию и совершенствованию учебного процесса, активную деятельность в области научных исследований, значительный вклад в дело подготовки высококвалифицированных специалистов».
- Почётная грамота Министерства образования Российской Федерации (октябрь 1999) — «За многолетнюю научно-педагогическую деятельность, большой вклад в дело подготовки специалистов и в связи со 100-летием высшего образования на Дальнем Востоке».
- Благодарность Губернатора Приморского края (27 августа 2009) — «за многолетний плодотворный труд, достигнутые успехи в работе, активную научно педагогическую деятельность, существенный вклад в подготовку квалифицированных специалистов, существенный вклад в развитие ДВГУ и в связи со 110-летием со дня образования ДВГУ».
- Почётная грамота Департамента образования и науки Приморского края (20 ноября 2014 год) — «за многолетний добросовестный труд, активную результативную деятельность в области образования и подготовки квалифицированных специалистов, неизменность профессии и в связи с 70-летием со дня рождения».
- звание «Лучший преподаватель ДВГУ» (2002) — «за многолетний безупречный труд и большой личный вклад в развитие Дальневосточного государственного университета».
- звание «Ветеран труда ДВГУ» (21 октября 2006) — «за многолетний безупречный труд и большой вклад в развитие Дальневосточного государственного университета».

### Диссертация
- Земельная политика советского государства на Дальнем Востоке (окт. 1917—1929 гг.) : дис. … канд. ист. наук / Акад. наук СССР, Дальневост. науч. центр, Ин-т истории, археологии и этнографии народов Дальнего Востока; науч. рук. докт. ист. наук, проф. Г. С. Куцый, чл.-корр. АН СССР, докт. ист. наук, проф. А. И. Крушанов. — Владивосток, 1981. — 219 с.

### Учебник
- Лыкова Е. А., Дударёнок С. М., Батаршев С. В. и др. История Дальнего Востока России : учеб. пособие. — Владивосток : Изд-во Дальневост. федер. ун-та, 2013. — 319 с.

### Справочник
- Приморский край : краткий энцикл. справ. / гл. ред. проф. Э. В. Ермакова. — Владивосток: Изд-во Дальневост. ун-та, 1997. — 596 с. (автор ряда статей справочника по следующим темам: история Приморья со второй половины 19 в. до 1917 г. ; история края в 1917—1993 гг)

### Монографии
- Лыкова Е. А. Очерки истории Приморья / Дальневост. гос. ун-т, фак. истории и философии. — Владивосток : Дальнаука, 1996. — 212 c.
- Лыкова Е. А, Ермакова Э. В., и др. Дальневосточный государственный университет. История и современность. 1899—1999. — Владивосток : Изд-во Дальневост. ун-та, 1999. — 704 с.
- Лыкова Е. А., Проскурина Л. И. Деревня российского Дальнего Востока в 20-30-е годы XX века. Коллективизация и её последствия = The Russian Far Eastern village in the 20-30-s of the 20th century. Collectivization and its consequences. — Владивосток : Дальнаука, 2004. — 185 с.

### Статьи
- Лыкова Е. А., Проскурина Л. И. Расчет Сталина оправдался. (Батрак в дальневосточной деревне 20-х годов) // Россия и АТР. — 1996. — № 4. — С. 14-17.
- Лыкова Е. А., Проскурина Л. И. Третья волна иммиграции. «Корейский вопрос» в приморской деревне в 20-е — 30-е годы XX в. // Россия и АТР. — 1996. — № 2. — 82-87.
- Лыкова Е. А. К вопросу о земствах на Дальнем Востоке в начале XX в. // Россия и Китай на дальневосточных рубежах / Амур. гос. ун-т. — Благовещенск : Изд-во АмГУ, 2001. — Т. 2. — С. 359—362.
- Лыкова Е. А. Распространение сельскохозяйственных знаний среди крестьянства Дальнего Востока в 20-е годы XX в. // Россия и Китай на дальневосточных рубежах / Амур. гос. ун-т. — Благовещенск : Изд-во АмГУ, 2002. — Вып. 4. — С. 539—544.
- Лыкова Е. А. Политические настроения крестьян приморской деревни в 20-е годы XX в. // 85 лет высшему историческому и филологическому образованию на Дальнем Востоке России : сб. тр. / Дальневост. гос. ун-т. — Владивосток : Изд-во Дальневост. ун-та, 2003. — Ч. 1 : Сб. тр. Ин-та истории и философии ДВГУ. — С. 341—346.
- Лыкова Е. А. Владивостокские восстания 1905—1907 гг. // Большая российская энциклопедия. В 35 т. — М. : Большая Рос. энцикл., 2006. — Т. 5. — С. 427 428.
- Лыкова Е. А. Особенности введения Земельного Кодекса РСФСР 1922 года на Дальнем Востоке // Историческая наука и историческое образование на Дальнем Востоке : сб. науч. ст. — Владивосток : Изд-во Дальневост. ун-та, 2009. — С. 58-61.
- Лыкова Е. А. «Корейский вопрос» в аграрной политике Советского государства на Дальнем Востоке в 1920—1930-е годы // Известия Восточного института. — 2016. — № 1 (29). — С. 26-32.
- Лыкова Е. А. Крестьянство Дальнего Востока России в Первой русской революции 1905—1907 гг.: к постановке проблемы  // Дальний Восток России на перекрестке эпох : сб. науч. тр. — Хабаровск : Изд-во РИО ДВЮИ МВД России, 2017.

### Рецензии
- Лыкова Е. А., Крупянко А. А. В облегченном варианте. История Дальнего Востока в интерпретации И. Д. Саначева // Россия и АТР. — 1998. — № 2. — С. 126—130 — Рец. на кн.: Саначев, И. Д. История Дальнего Востока / И. Д. Саначев. — Владивосток : Изд-во Дальневост. гос. ун-та, 1997. — 131 с.

### Материалы конференций
- Лыкова Е. А. Роль земельных обществ в жизни дальневосточной деревни 20-х гг. XX в. // Дальний Восток России в системе международных отношений в Азиатско Тихоокеанском регионе: история, экономика, культура. — Владивосток : Дальнаука, 2006. — С. 393—397. — (Третьи Крушановские чтения ; 2003).
- Лыкова Е. А. Советская власть и земельная община на Дальнем Востоке в 20-е годы XX века // Исторический опыт аграрных реформ в Сибири и на Дальнем Востоке : материалы междунар. науч.-практ. конф., посвящ. 100-летию аграрной реформы П. А. Столыпина, Благовещенск, 19-20 окт. 2006. — Благовещенск : Изд-во ДальГАУ, 2006. — С. 50-52.
- Лыкова Е. А., Проскурина Л. И. Основные проблемы аграрной истории российского Дальнего Востока (20-30-е гг. XX в.) // Тихоокеанская Россия в истории российской и восточноазиатских цивилизаций. — Владивосток : Дальнаука, 2008. — Т. 1. — С. 310—320. — (Пятые Крушановские чтения ; 2006)
- Лыкова Е. А., Проскурина Л. И. «Корейский вопрос» в приморской деревне в 20-е —30-е годы XX века // Россия — Восток — Запад. Проблемы межкультурной коммуникации : сб. науч. ст. 4-й междунар. науч. конф., посвящ. Году русского языка в Китае и 110-летию образования ДВГУ, Владивосток, 2-4 марта 2009 г. [В 2 ч.]. — Владивосток : Изд-во Дальневост. ун-та, 2009. — Ч. II : История. Философия. Культура. — С. 40-43.
- Лыкова Е. А. Вовлечение дальневосточного казачества в советское строительство в 20-е годы XX века // Гражданская война и иностранная интервенция на российском Дальнем Востоке: уроки истории : материалы II Междунар. науч. конф., посвящ. 90-летию окончания Гражданской войны и иностранной интервенции на российском Дальнем Востоке, Владивосток, 25-27 окт. 2012 г. — Владивосток : Изд. дом Дальневост. федер. ун-та, 2012. — С. 351—353.
- Лыкова Е. А. Государственное регулирование социально-экономических процессов в дальневосточной деревне в 20-е годы XX // Историческое образование на российском Дальнем Востоке: проблемы преподавания истории на современном этапе : тез. докл. и науч. сообщ. междунар. науч. конф., посвящ. 95-летию высшего исторического образования на российском Дальнем Востоке, Владивосток, 18-19 нояб. 2013 г. — Владивосток : Изд-во Дальневост. федер. ун-та, 2013. — С. 82-83.
- Лыкова Е. А. Крестьянство Дальнего Востока России в Первой русской революции 1905—1907 гг.: к постановке проблемы // Революция 1905—1907 годов в России и на восточных окраинах империи. Формирование российского парламентаризма : тез. докл. круглого стола, посвящ. 111-летию Первой русской революции и 110-летию открытия Первой Государственной Думы, Владивосток, 27-28 28 апреля 2016 г. — Владивосток : Изд. дом Дальневост. федер. ун-та, 2016. — С. 79-80.